# Ronde van Asturië 2018
De 61e editie van de Ronde van Asturië vond in 2018 plaats van 27 tot 29 mei. De start was in Oviedo, evenals de finish. De ronde maakte deel uit van de UCI Europe Tour 2018, in de categorie 2.1. In 2017 won de Spanjaard Raúl Alarcón. Deze editie werd gewonnen door de Ecuadoriaan Richard Carapaz.

## Etappe-overzicht
| etappe | datum    | start             | finish         | afstand | winnaar         | klassementsleider |
| ------ | -------- | ----------------- | -------------- | ------- | --------------- | ----------------- |
| 1e     | 27 april | Oviedo            | Pola de Lena   | 177 km  | Dmitri Strachov | Dmitri Strachov   |
| 2e     | 28 april | Soto de Ribera    | Alto del Acebo | 166 km  | Richard Carapaz | Richard Carapaz   |
| 3e     | 29 april | Cangas del Narcea | Oviedo         | 119 km  | Ricardo Mestre  | Richard Carapaz   |

## Eindklassementen
| Plaats      | Naam              | Ploeg                  | Tijd      |
| ----------- | ----------------- | ---------------------- | --------- |
| Blauwe trui | Richard Carapaz   | Movistar Team          | 11u22'26" |
| 2           | Jonathan Caicedo  | Medellin               | + 40"     |
| 3           | Ricardo Mestre    | W52-FC Porto           | + 59"     |
| 4           | Robinson Chalapud | Medellin               | + 1'00"   |
| 5           | Rubén Fernández   | Movistar Team          | + 1'05"   |
| 6           | Nathan Earle      | Israel Cycling Academy | + 1'17"   |
| 7           | Sergio Pardilla   | Caja Rural-Seguros RGA | + 1'35"   |
| 8           | Antonio Pedrero   | Movistar Team          | + 1'37"   |
| 9           | Joaquim Silva     | Caja Rural-Seguros RGA | + 1'44"   |
| 10          | César Fonte       | W52-FC Porto           | + 2'00"   |
|             |                   |                        |           |
| 37          | Marc de Maar      | Team Ukyo              | + 8'56"   |

| Plaats    | Naam             | Ploeg         | Punten |
| --------- | ---------------- | ------------- | ------ |
| Rode trui | Jonathan Caicedo | Medellin      | 46     |
| 2         | Richard Carapaz  | Movistar Team | 45     |
| 3         | Ricardo Mestre   | W52-FC Porto  | 33     |

| Plaats      | Naam             | Ploeg                 | Punten |
| ----------- | ---------------- | --------------------- | ------ |
| Groene trui | Fernando Orjuela | Manzana Postobón Team | 14     |
| 2           | Fabio Duarte     | Manzana Postobón Team | 12     |
| 3           | Omar Mendoza     | Medellin              | 12     |

1925 · 1926 · 1927 · 1928 · 1929-1946 · 1947 · 1948 · 1949 · 1950 · 1951 · 1952 · 1953 · 1954 · 1955 · 1956 · 1957 · 1958-1967 · 1968 · 1969 · 1970 · 1971 · 1972 · 1973 · 1974 · 1975 · 1976 · 1977 · 1978 · 1979 · 1980 · 1981 · 1982 · 1983 · 1984 · 1985 · 1986 · 1987 · 1988 · 1989 · 1990 · 1991 · 1992 · 1993 · 1994 · 1995 · 1996 · 1997 · 1998 · 1999 · 2000 · 2001 · 2002 · 2003 · 2004 · 2005 · 2006 · 2007 · 2008 · 2009 · 2010 · 2011 · 2012 · 2013 · 2014 · 2015 · 2016 · 2017 . 2018 · 2019 · 2020 · 2021 · 2022 · 2023 · 2024